# George Pinto
Pour les articles homonymes, voir Pinto.
George Frederick Pinto (né George Frederick Sanders ou Saunders ; Lambeth, 25 septembre 1785 – Chelsea, 23 mars 1806) est un compositeur et pianiste virtuose anglais.

## Biographie
Si l'on ignore tout de son père, à part son nom, Samuel Saunders (ou Sanders), en revanche on sait que sa mère, Julia, était la fille du violoniste anglais Thomas Pinto (1714–1783), dont le père était d'origine napolitaine et son épouse, Sibylle Groneman d'origine allemande, appartenait à une famille de musiciens. Après la disparition de son père, l'enfant est élevé par sa mère et par la veuve et seconde épouse de son grand père, Charlotte Brent. Les deux femmes étaient musiciennes, Charlotte chanteuse et Julia a même publié une œuvre. George est, comme son grand-père, tout d'abord un prodige de violon : à l'âge de huit ans, l’imprésario et violoniste Johann Peter Salomon, le prend sous son aile. Pinto prend le nom de jeune fille de sa mère, lors de la publication d'un duo vocal, The Morning (c.1788) et il se produit en concert à Londres en mai 1796 au bénéfice de  Signora Salvini. Durant le restant de sa courte carrière, il joue régulièrement en concerts à Londres, notamment en duo avec John Field (1800) – à qui il dédie sa Grand Sonata en ut mineur (1803) – et en province et effectue deux tournées de concerts à Paris.
Pinto commence à jouer du piano, apparemment alors qu'il est déjà violoniste professionnel, mais il devient bientôt à son instrument préféré. Il écrit un certain nombre de pièces pour les deux instruments, dont certaines restées inachevées à sa mort. D'autres, notamment un Concerto pour violon et orchestre, sont perdues. La plupart des compositions sont nées dans une période de trois années. Ses œuvres ont été redécouvertes dans les années 1960. Il est décédé à vingt ans, probablement à la tuberculose, qui aurait été comme un « martyr de l'indulgence », après qu'il eut donné un concert de charité à Birmingham et soit resté dans une pièce humide. J. P. Salomon écrivit à sa mort : « S'il avait continué à vivre et résisté aux tentations de la société, l'Angleterre aurait l'honneur d'avoir produit un deuxième Mozart. »
Certaines de ses sonates pour piano ont été enregistrées par le pianiste Thomas Wakefield.

## Œuvres (sélection)
Pinto laisse une quinzaine d'œuvres pour le piano, un recueil de mélodies et plusieurs pièces pour violon.
- 3 Favorite Airs avec variations pour piano, op. 2 (1802)
- Six Canzonetts pour voix et piano (Birmingham, 1803)
- Quatre Canzonettes pour voix et piano (Édimbourg)
- 2 Sonates pour piano, op. 2 (1803)
- A Grand Sonata pour piano (1803)
- 3 Sonates pour piano, op. 4 (1804)
- 3 Duos pour 2 violons, op. 5
- Trois Sonates pour violon et piano (1806)

## Discographie
- Musique pour piano - Míċeál O'Rourke, piano (19-21 janvier 1999, Chandos CHAN 9798) (OCLC 44178076)
- Quatre sonates - Riko Fukuda, sur un piano-forte John Broadwood & Son, Londres 1807 (12-14 avril 1995, Olympia) (OCLC 34169948)

## Lien contextuel
- Joseph Woelfl